# Sandy Point
Sandy Point – miasto w Saint Kitts i Nevis, na wyspie Saint Kitts, 780 mieszkańców (2006). Stolica parafii Saint Anne Sandy Point.